# Svartbent sporrhöna
Svartbent sporrhöna (Pternistis swainsonii) är en fågel i familjen hönsfåglar inom ordningen hönsfåglar. Den förekommer i gräsmarker i delar av södra Afrika. Beståndet anses vara livskraftigt.

## Utseende och läte
Svartbent sporrhöna är en stor och brun sporrhöna med vissa mörkare streck, mörkt svartaktiga ben och tydligt bar röd hud i ansiktet och på strupen. Liknande rödstrupig sporrhöna har röda fötter och ben samt vanligen vita inslag på undersidan eller i ansiktet. Lätet är ett högljutt skri, "kreeeeet-kreeeeet-kreeeeet" som hörs vid gryning och skymning.

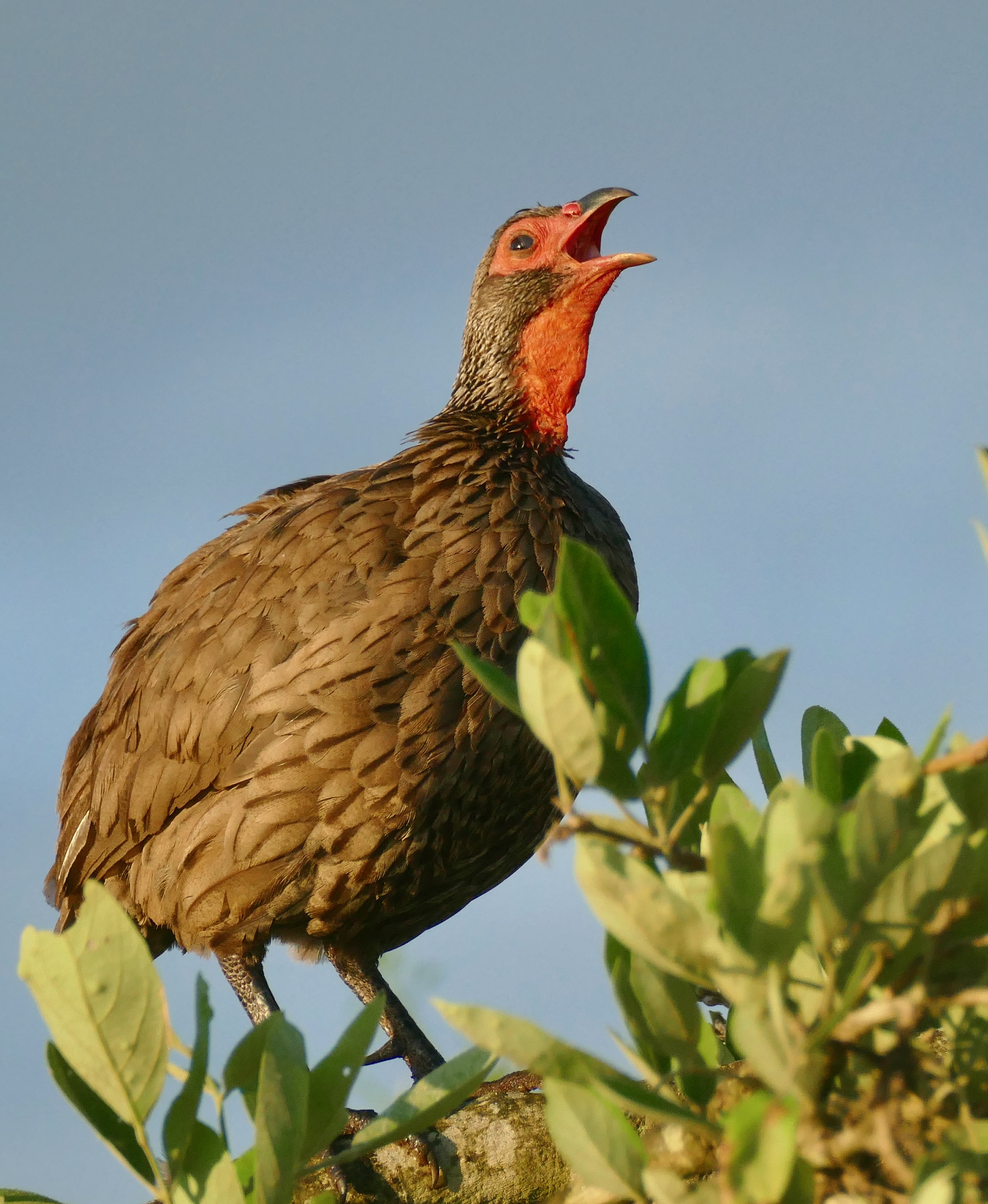

## Utbredning och systematik
Svartbent sporrhöna behandlas antingen som monotypisk eller delas upp i två underarter med följande utbredning:
- Pternistis swainsonii swainsonii – förekommer från sydöstra Angola till norra Namibia, södra Botswana och nordöstra Sydafrika
- Pternistis swainsonii lundazi – förekommer från norra och västra Zimbabwe till södra Moçambique

### Släktestillhörighet
Tidigare placerades den i släktet Francolinus. Flera genetiska studier visar dock att Francolinus är starkt parafyletiskt, där arterna i Pternistis står närmare  t.ex. vaktlar i Coturnix och snöhöns. Även de svenska trivialnamnen på arterna i släktet har justerats från tidigare frankoliner till sporrhöns (från engelskans spurfowl) för att bättre återspegla släktskapet.

## Levnadssätt
Svartbent sporrhöna hittas i savann och gräsmarker. Där är den ofta framfusig och väl synlig, framför allt när den ställer sig på en öppen gren eller högst upp på ett termitbo och avger sitt läte.

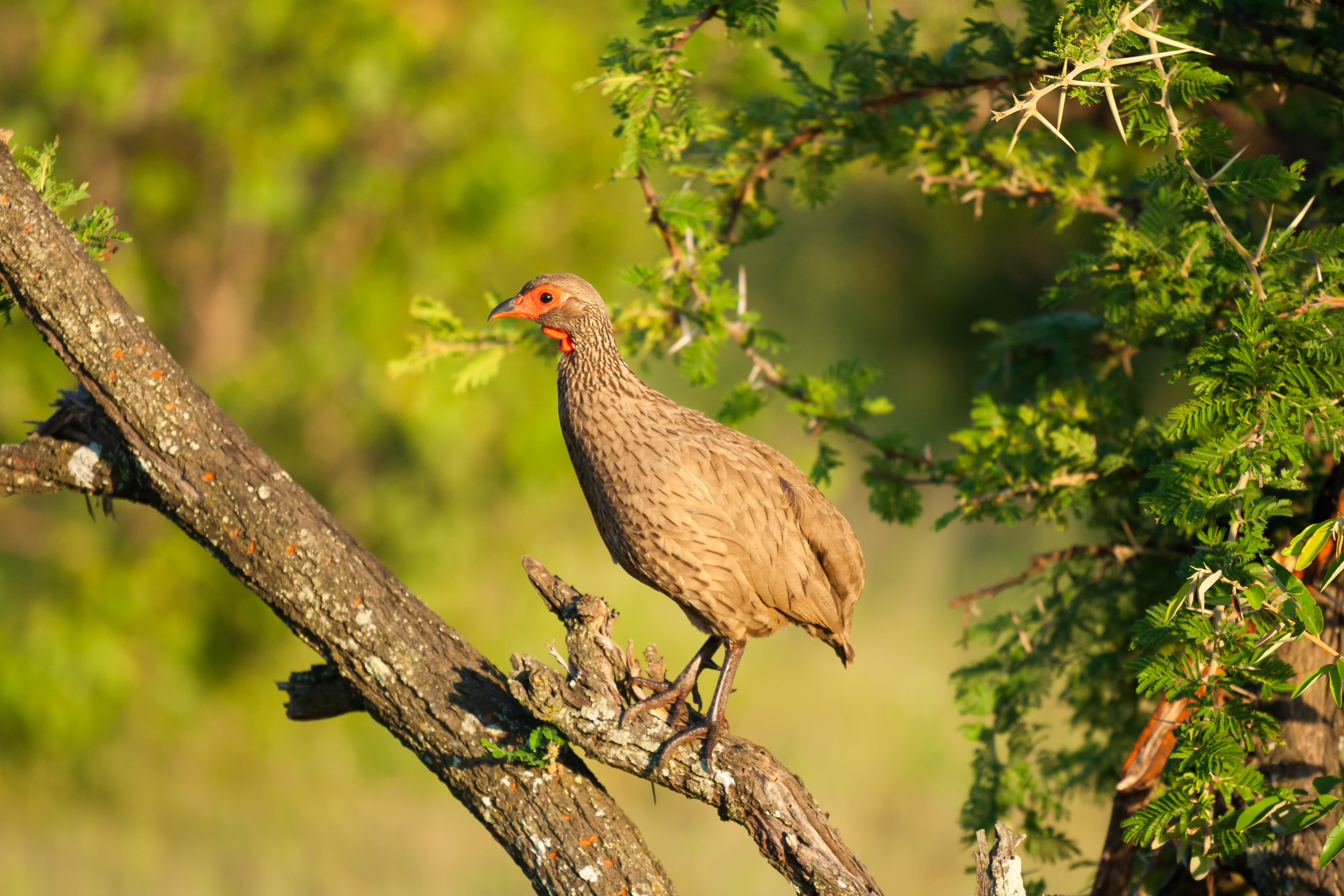

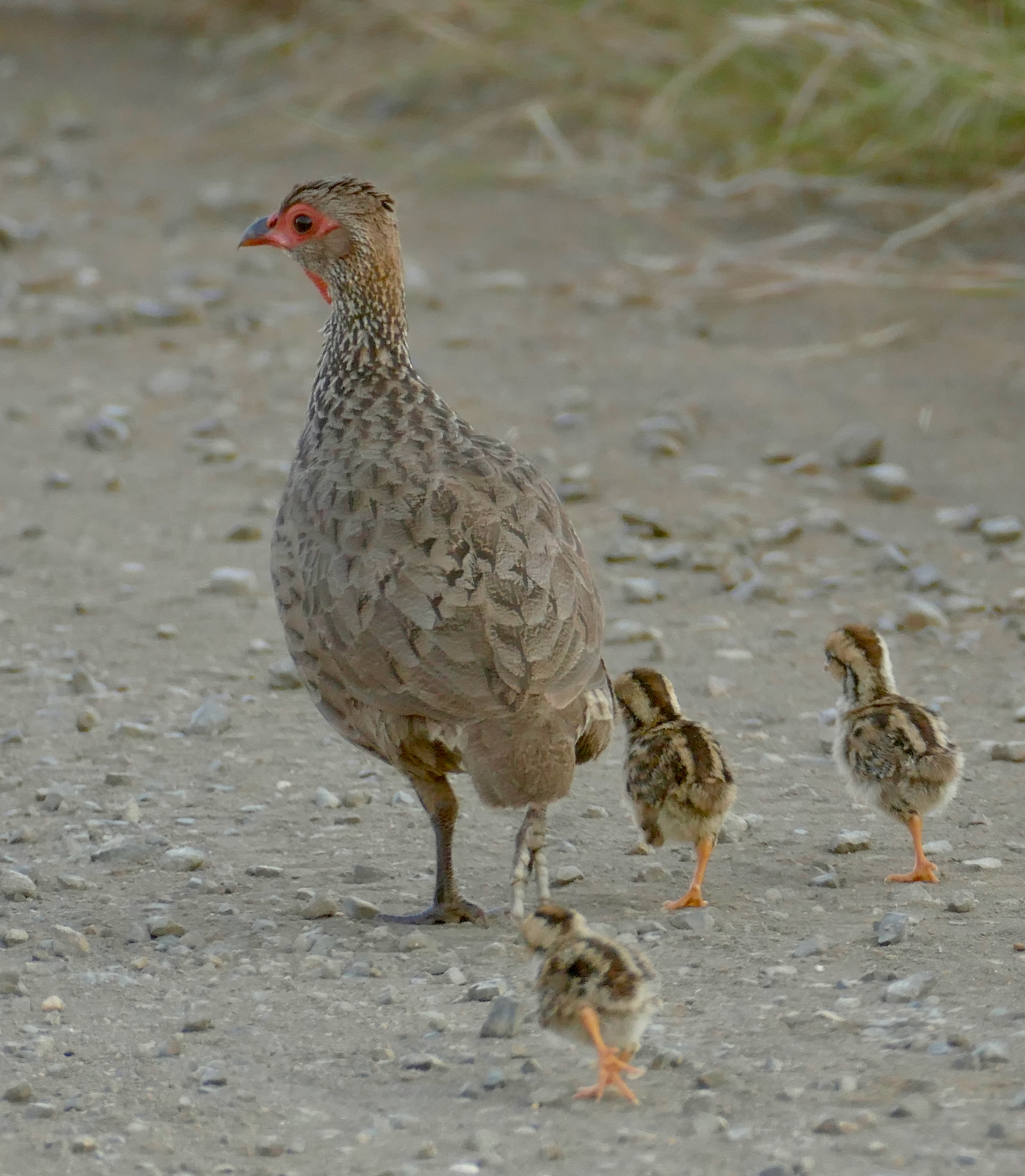
Svartbent sporrhöna med kycklingar.

## Status
Arten har ett stort utbredningsområde och beståndet anses stabilt. Internationella naturvårdsunionen IUCN listar den därför som livskraftig (LC).

## Namn
Fågelns vetenskapliga artnamn hedrar William Swainson (1789-1855), engelsk naturforskare, konstnär och samlare.